# Marie-Luise Leutrum zu Ertingen
Marie-Luise Gräfin Leutrum zu Ertingen (geboren als Marie-Luise Steiner am 16. Oktober 1905 in Laupheim; gestorben am 24. Mai 1980 in Heidelberg) war Diplom-Landwirtin und eine der Gründerinnen des Deutschen Landfrauenverbandes.

## Leben
Gräfin Leutrum von Ertingen entstammte einer jüdischen Familie. Sie war eine der ersten Frauen, die an der Universität Hohenheim das landwirtschaftliche Studium mit Diplom abschloss, und gilt als Wegbereiterin der Landfrauenvereine im Nachkriegsdeutschland. Bereits 1947 gründete sie einen offenen und eigenständigen Landfrauenverband für Württemberg-Baden und legte damit den Grundstein für den 1948 aus zehn Landesverbänden gegründeten Deutschen Landfrauenverband. Sie wurde dessen erste Vorsitzende und blieb es bis 1970. Sie setzte ihre Kraft und Energie für den Aufbau des Verbandes ein mit dem Ziel, die Lebensbedingungen für Frauen auf dem Land und die Infrastruktur der Dörfer zu verbessern. Unter ihrer Ägide schlossen sich dem Verband weitere sechs Landesverbände an, wurde der Landfrauenverband Mitglied internationaler Organisationen, wie dem Weltlandfrauenverband ACWW und dem Verband der Europäischen Landwirtschaft CEA und verschaffte sich Anerkennung im In- und Ausland. 1970 wurde sie zur Ehrenpräsidentin des Deutschen Landfrauenverbandes gewählt.
Seit 1930 war sie mit Hubertus Graf Leutrum von Ertingen verheiratet und wohnte in Unterriexingen im Landkreis Ludwigsburg. Ihre Wohnstätte im Unterriexinger Schloss war anfangs auch die erste Geschäftsstelle des Deutschen Landfrauenverbandes. 1951 zog die Familie auf die Nippenburg bei Schwieberdingen. Gräfin Leutrum wohnte dort im Herrenhaus bis 1980 und nahm von dort ihre vielen Ehrenämter wahr.

## Würdigung
Nach Marie-Luise Gräfin Leutrum ist die Gräfin-Leutrum-Straße in Sersheim benannt sowie der Marie-Luise-Gräfin-Leutrum-Platz in Schwieberdingen.
Im Juli 1973 wurde Marie-Luise Gräfin Leutrum von der Universität Hohenheim zur Ehrensenatorin berufen.